# Coelorinchus kishinouyei
Coelorinchus kishinouyei és una espècie de peix de la família dels macrúrids i de l'ordre dels gadiformes.

## Morfologia
- Els mascles poden assolir 36 cm de llargària total.[2][3]

## Alimentació
Menja principalment poliquets i, en menor importància, crustacis.

## Hàbitat
És un peix d'aigües profundes que viu entre 250-450 m de fondària.

## Distribució geogràfica
Es troba al sud del Japó i Taiwan.